# Elie Saegeman
Elie Saegeman (Ronse, 2 mei 1937- Merelbeke, 19 januari 2024) was een Vlaams auteur, dichter, scenarioschrijver, librettist en voormalig producer bij de VRT.

## Biografie
Zijn middelbare studies voltooide Saegeman aan het Koninklijk Atheneum van zijn geboortestad. Aan de Rijksnormaalschool in Gent behaalde hij het diploma van regent Germaanse talen. Tot 1972 was hij leraar aan de Rijksmiddenschool in Merelbeke.
Vanaf 1963 begon hij als losse medewerker bij BRT2, Omroep Oost-Vlaanderen. In 1965 werkte hij mee aan Het Koekoeksei, een satirisch programma dat in 1969 werd bekroond met een Radio-Oscar. Hij verzorgde toeristische bijdragen in 1966 voor het programma Feestweg 66, een rondreizende verkeersshow met Nand Baert.
Op 1 januari 1972 begon hij zijn loopbaan in vast dienstverband als producer bij Omroep Oost-Vlaanderen van de BRTN. Meteen stond hij in voor de realisatie van succesvolle radioprogramma's als Vrijdagavondvariété en het satirisch programma Sexcuus dat vooral sterk scoorde bij studenten. In 1975 bedacht hij het populaire radioprogramma als Met Wie in de Drie, met gastheer Nand Baert, een succesvolle liveshow met publiek in de studio opgebouwd rond een centrale figuur. De term "Bekende Vlaming" was geboren. Het luisterpubliek van Sporttekort leert Saegeman ook kennen als gevat cursiefjesschrijver.
Van 1975 tot 1976 tekent hij voor de realisatie van de eerste stereo-uitzending bij BRT 2 Oost-Vlaanderen, nl. Pieter Daens, een radiofeuilleton in achttien delen met Louis Paul Boon en met muziek van de Belgische componist Louis De Meester. Populair was ook het programma Dolle Dinsdag, waarin stunts vanuit diverse Oost-Vlaamse steden live werden uitgezonden. In 1976 realiseert hij Zenitaal, een middagprogramma met satire en humor rond astrologie. In 1980 wordt de reeks populaire radioprogramma's van Omroep Oost-Vlaanderen verdergezet met het panelprogramma De Brandende Banaan. In datzelfde jaar behaalt hij de Persprijs van het Gemeentekrediet met de documentaire De Klassiekers, een originele mengeling van operaklassiekers en wielrennerij.
In 1981 tekent hij voor de productie van Tango-Tango, een fel gesmaakte 18-delige radiodocumentaire over de geschiedenis van de tango als muzikaal en sociaal fenomeen. In 1982 zendt de BRTN-radio zijn sportdocumentaire Over de Wil uit.
Wekelijks realiseert hij breed beluisterde humoristische programma's als Broccoli en De Doos met presentator Erik Baeyens, bijgestaan door Herwig De Weert, Walter Baele en Chris Van den Durpel, die toen zijn eerste radiotypetjes lanceerde.
In 1990, het jaar van de omvorming van BRT 2 naar Radio 2, start hij met Antilope, een prettige mix van informatie en entertainment, zoals 'De 69' met Martin Heylen die aanbelde bij het huisnummer 69 om een praatje met de bewoners te voeren.
Vanaf 1994 wordt hij programma-coördinator bij de directie programmering van BRTN-radio. Op 1 maart 1996 wordt Saegeman ad interim departementshoofd van Radio 2 West-Vlaanderen tot zijn pensionering in 1998.
Voor televisie creëerde hij in 1969 het programma Helemaal van streek, de voorloper van regionale televisie. Daarvoor draaide hij kortilms over o.a. Valerius de Saedeleer en Louis Paul Boon. Voor het programma Tekens schreef hij het scenario voor de kunstdocumentaire over Octave Landuyt.
Hij verzorgde in 1968 Egmont, een klank- en lichtspel n.a.v. het Egmontjaar in Zottegem. In 1972 stond hij in Ronse samen met componist Louis De Meester in voor het elektronisch spektakel De tijd van de waanzin. In 1994 schreef hij zeven orkestliederen voor de Landuyt-cyclus, op muziek van Dirk Brossé. De première vond plaats in Kathedraal van Antwerpen. Hij schreef het libretto Juanelo voor het Karel V, Oratorium van Dirk Brossé dat de componist in 2000 als dirigent zelf uitvoerde met het Vlaams Radio-orkest en koor.
Saegeman overleed op 19 januari 2024 op 86-jarige leeftijd.